# Bupivacaína
A bupivacaína é um anestésico local do tipo amino-amida de longa duração com efeitos anestésico e analgésico. A administração de altas doses produz anestesia cirúrgica, enquanto que em baixas doses, produz bloqueio sensitivo (analgesia) com bloqueio motor menor. Foi introduzida em 1963.
O início e a duração do efeito anestésico local da bupivacaína dependem da dose e da via de administração.

## Indicações
Não é recomendada a sua utilização em crianças menores de 12 anos.
Indicada para cirurgias de maior duração e tratamento endodôntico para reduzir dores pós-operatórias. 
Também é amplamente usada em obstetrícia, por falta de evidências que cause problemas ao feto.
Pode ser utilizado para bloqueio epidural.

## Efeitos
Início da ação anestésica 2 a 10 minutos. Seu efeito pode durar até 7 horas em alguns pacientes, o que é quase três vezes mais tempo que a lidocaína. É quatro vezes mais potente que a lidocaína, porém também causa mais efeitos adversos ao coração. Após o efeito anestésico pode-se notar a persistência de uma certa analgesia, reduzindo a necessidade de analgésicos sistêmicos.

## Composição
Cloridrato de bupivacaína, vasoconstritor(hemitartarato de epinefrina i.e.) e veículo estéril qsp.
Disponível em frascos de 0,25% y 0,5% com ou sem epinefrina. A dose máxima sem epinefrina é de 2.5 mg/kg e com epinefrina é de 4 mg/kg.

## Efeitos adversos
Assim como outros anestésicos locais, quando administrada por via intravenosa causa arritmia ventricular, fibrilação ventricular e colapso cardiovascular difíceis de reverter. Por isso deve ser administrado em local com equipe treinada, equipamentos e medicamentos necessários para o monitoramento e ressuscitação de emergência.